# ستيفن كرامر جليكمان
ستيفن كرامر جليكمان (بالإنجليزية: Stephen Kramer Glickman) هو ممثل أمريكي، ولد في 17 مارس 1979 بلندن في كندا.

## أعمال

### أفلام
- (2013) 30 ليلة من نشاط خارق مع الشيطان داخل الفتاة ذات وشم التنين
- (2016) اللقالق[3]

## وصلات خارجية
- ستيفن كرامر جليكمان على موقع IMDb (الإنجليزية)
- ستيفن كرامر جليكمان على موقع ألو سيني (الفرنسية)
- ستيفن كرامر جليكمان على موقع قاعدة بيانات الفيلم (الإنجليزية)
- ستيفن كرامر جليكمان على موقع كينوبويسك (الروسية)